# Пійпіт
Пійпіт — рідкісний мінерал сульфат калію та міді з формулою: K2Cu2O(SO4)2. Він кристалізується в тетрагональній сингонії і утворюється у формі голчастих кристалів та агрегатів. Окремі кристали квадратні в поперечному перерізі і часто порожнисті. Мінерал смарагдово-зелений (аж до чорного), зі склоподібним і жирним блиском.
Названий на честь Бориса Івановича Пійпа (1906—1966), російського вулканолога, директора Далекосхідного інституту вулканології (Петропавловськ-Камчатський, РФ).
Вперше пійпіт був описаний 1982 року у вулкані Толбачик, Камчатка. Повідомляється також про його знаходження на горі Везувій, а також у шлаках в районі Бад-Емс (Рейнланд-Пфальц, Німеччина). Пійпіт виникає шляхом сублімації у фумарольному середовищі. Супутні мінерали включають галіт, сильвін, лангбейніт, тенорит, гематит, толбачит, долерофаніт, урусовіт, афтіталіт, пономаревіт, котуніт, халькоцианіт, софіїт, авер'євіт, федотовіт, аларсіт, алюмоключевськіт, набокоїт і ламмерит по типу місцевості на Камчатці. На Везувії це відбувається з параатакамітом.